# Хшанув (гміна, Янівський повіт)
Гміна Хшанув (пол. Gmina Chrzanów) — сільська гміна у східній Польщі. Належить до Янівського повіту Люблінського воєводства.
Станом на 31 грудня 2011 у гміні проживало 3044 особи.

## Площа
Згідно з даними за 2007 рік площа гміни становила 70.03 км², у тому числі:
- орні землі: 86.00%
- ліси: 12.00%

Таким чином, площа гміни становить 8.00% площі повіту.

## Населення
Станом на 31 грудня 2011:
| Опис     | Загалом | Загалом | Чоловіки | Чоловіки | Жінки | Жінки |
| -------- | ------- | ------- | -------- | -------- | ----- | ----- |
| одиниця  | осіб    | %       | осіб     | %        | осіб  | %     |
| все      | 3044    | 100     | 1504     | 49.41    | 1540  | 50.59 |
| міське   | 0       | 100     | 0        |          | 0     |       |
| сільське | 3044    | 100     | 1504     | 49.41    | 1540  | 50.59 |

## Сусідні гміни
Гміна Хшанув межує з такими гмінами: Ґодзішув, Ґорай, Дзволя, Закшев, Туробин.